# Penichrophorus sericatus
Penichrophorus sericatus är en insektsart som beskrevs av Richter. Penichrophorus sericatus ingår i släktet Penichrophorus och familjen hornstritar. Inga underarter finns listade i Catalogue of Life.